# Shinsei
Shinsei (jelentése új csillag) Japán első magnetoszféra kutató tudományos műholdja.

## Küldetés
Feladata a Nap rádióemissziójának mérése, ionoszféra megfigyelése, elektronok és ionok fluxusának regisztrálása.

## Jellemzői
A Tokiói Városi Egyetem (University of Tokyo) tervei alapján készült tudományos műhold. A NASDA (National Space Development Agency/Japán Nemzeti Űrfejlesztési Hivatal) és az ISAS (Institute of Space and Astronautical Science/Japán Űr- és Asztronautikai Intézmény) együttműködésével üzemeltették.
1971. szeptember 28-án a Kagosimai ISAS űrközpontból (Kagosima Space Center) egy Mu–4S hordozórakétával állították magas Föld körüli pályára (HEO = High-Earth Orbit).
Megnevezései: Shinsei; Shinsei (COSPAR: 1971-080A); Mu Satellite–Test (MS–F2); Scientific Satellite (SS–1). Kódszáma: SSC 5485.
Az űreszköz 26 oldalú, átmérője 77 centiméter, hasznos tömege 66 kilogramm.
Mechanikusan (giroszkóp) stabilizált. A műhold rendelkezett magnetométerrel, rádióemisszió mérővel, ionoszféra összetételét mérő műszerrel, elektronok és ionok fluxusának regisztrálását biztosító eszközzel. Technikai elemei – telemetria adó, a  Command vevő és dekódoló, a mágnesszalagos adatrögzítő. Az űreszköz villamos energiáját napelemtáblák, éjszakai (földárnyék) energia ellátását ezüst-cink akkumulátorok biztosították. S-band telemetria adóval rendelkezett. Elősegítette az optikai és elektronikus (radar) megfigyelést. Az orbitális egység pályája 113,03 perces, 32,05 fokos hajlásszögű, elliptikus pálya perigeuma 870 kilométer, az apogeuma 1870 kilométer volt.
Aktív tevékenységét 1973 júniusában befejezte. A légkörbe történő belépésének ideje ismeretlen.